# Марго, Мануэль
Мануэль Марго Гомес (исп. Manuel Margot Gomez; 28 сентября 1994, Сан-Кристобаль) — доминиканский бейсболист, аутфилдер клуба Главной лиги бейсбола «Тампа-Бэй Рейс».

## Биография
Мануэль Марго родился 28 сентября 1994 года в Сан-Кристобале. В июле 2011 года он в статусе международного свободного агента подписал контракт с клубом «Бостон Ред Сокс». Выступления на профессиональном уровне он начал в 2012 году в Доминиканской летней лиге, с 2013 года играл в США. В системе «Ред Сокс» Марго продвинулся до команды AA-лиги «Портленд Си Догз». В ноябре 2015 года клуб обменял его и ещё трёх молодых игроков в «Сан-Диего Падрес» на питчера Крейга Кимбрела. Всего в период с 2012 по 2015 год Марго сыграл 342 матча, отбивая с эффективностью 28,2 % с 23 хоум-ранами и 175 RBI.
В 2016 году Марго в составе «Эль-Пасо Чиуауас» выиграл чемпионат Лиги Тихоокеанского побережья. В сентябре, после окончания плей-офф, его перевели в основной состав «Падрес» и он дебютировал в Главной лиге бейсбола, приняв участие в десяти матчах. В 2017 году он провёл полноценный сезон, сыграв в 126 матчах регулярного чемпионата. Его показатель отбивания составил 26,3 %, он выбил 13 хоум-ранов и проявил себя как отличный защитник на месте центрфилдера. По итогам года Марго занял шестое место в голосовании, определявшем лучшего новичка Национальной лиги. В 2018 году он сохранил свои позиции одного из лучших оборонительных центрфилдеров, но хуже играл в нападении. Эффективность действий на бите по итогам сезона снизилась до 24,5 %, Марго допускал ошибки при перемещении между базами и попытках кражи, скорость полёта мяча после его ударов оставалась невысокой. Регулярный чемпионат 2019 года он завершил с показателем отбивания 23,4 % по итогам 151 сыгранного матча. По надёжности действий в защите он занял седьмое место среди аутфилдеров. После окончания сезона «Падрес» обменяли Марго и кэтчера Логана Дрисколла в «Тампу-Бэй» на питчера Эмилио Пагана.
В сокращённом из-за пандемии COVID-19 сезоне 2020 года Марго провёл за «Рейс» 47 матчей, отбивая с эффективностью 26,9 %. В играх плей-офф, где команда дошла до Мировой серии, он был одним из лучших отбивающих, выбив пять хоум-ранов и набрав одиннадцать RBI. В 2021 году он сыграл в 125 матчах, выбив 10 хоум-ранов и украв 13 баз. По игре в защите Марго вошёл в число лучших аутфилдеров лиги. После окончания сезона он получил статус свободного агента и подписал новый однолетний контракт на сумму 5,6 млн долларов. В апреле 2022 года игрок и клуб продлили соглашение ещё на два сезона, сумма сделки составила 19 млн долларов.